# Деніс Мишак
Де́ніс Ми́шак (словац. Denis Myšák, нар. 30 листопада 1995, Бойнице) — словацький спортсмен-веслувальник, що спеціалізується на спринті.

## Участь у міжнародних змаганнях
У складі словацької команди, куди окрім нього також входили Ерік Влчек, Юрай Тарр і Тібор Лінка, Мишак взяв участь у перегонах байдарок-четвірок на Чемпіонаті світу 2015 у Мілані (золото) і на Чемпіонаті Європи 2016 у Москві (золото й срібло).
На Олімпіаді 2016 у Ріо-де-Жанейро Деніс Мишак взяв участь у перегонах байдарок-четвірок на дистанції 1000 м разом з Еріком Влчеком, Юраєм Тарром і Тібором Лінкою. Словацькі веслувальники виграли срібляні медалі.

## Виступи на Олімпіадах
| Олімпіада           | Дисципліна                     | Місце |
| ------------------- | ------------------------------ | ----- |
| Ріо-де-Жанейро 2016 | байдарки-четвірки, 1000 метрів | 2     |
| Токіо 2020          | байдарки-четвірки, 500 метрів  | 3     |